# Verticillium nubilum
Verticillium nubilum är en svampart som beskrevs av Pethybr. 1919. Verticillium nubilum ingår i släktet Verticillium och familjen Plectosphaerellaceae.   Inga underarter finns listade i Catalogue of Life.